# Christus aan het kruis (Rembrandt)

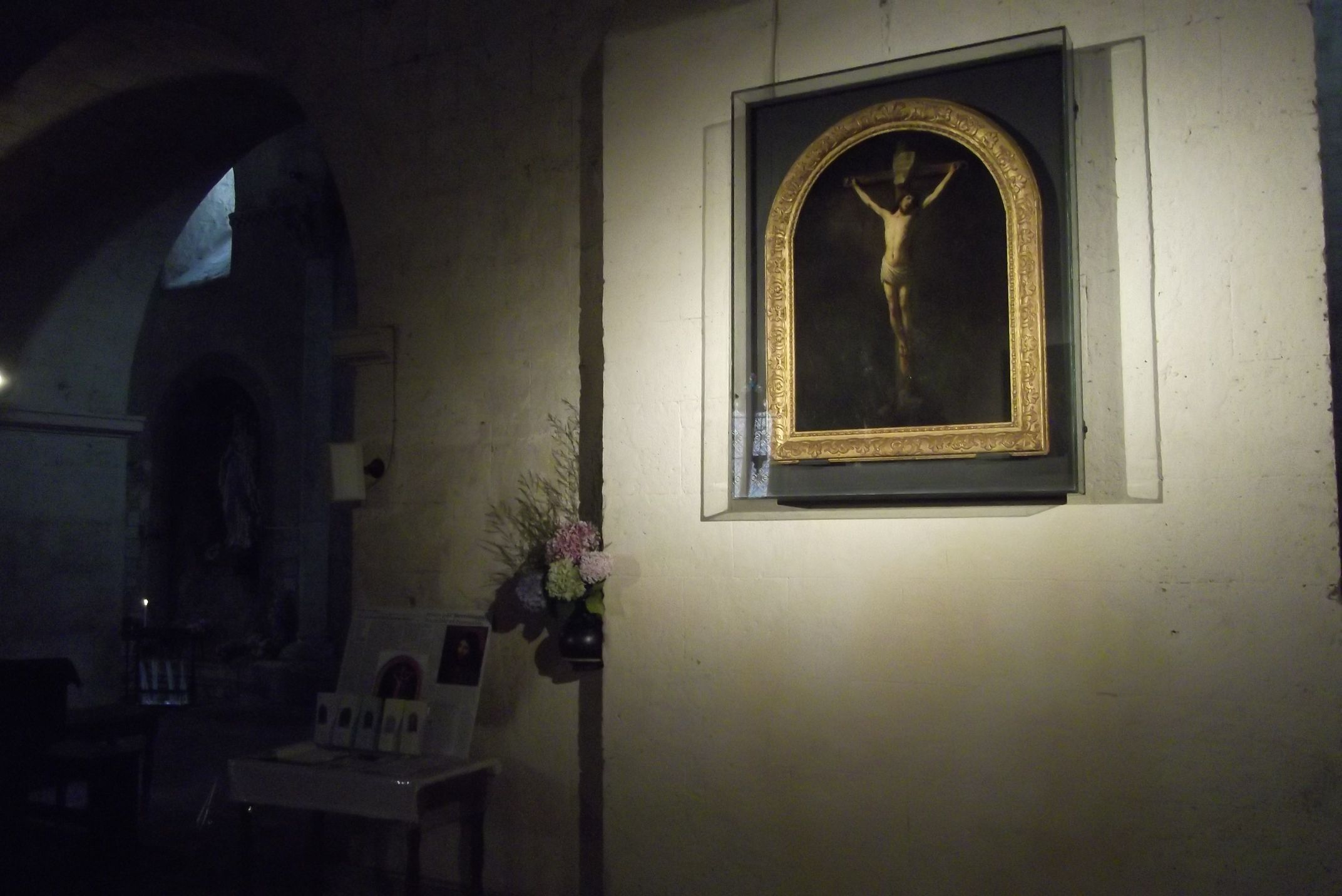
In de Église Saint-Vincent in Le Mas-d'Agenais, 2012.

Christus aan het kruis is een olieverfschilderij uit 1631 van Rembrandt van Rijn, dat zich sinds 1805 bevindt in de Église Saint-Vincent in de Franse plaats Le Mas-d'Agenais.

## Voorstelling
Het stelt een gekruisigde Jezus voor met op zijn hoofd de doornenkroon. Aan het kruis is een vel papier bevestigd met daarop in drie talen – Hebreeuws, Grieks en Latijn – de tekst Jezus van Nazareth, koning van de Joden. De voorstelling is bijzonder levensecht weergegeven: het bloed gutst uit de wonden van Jezus en zijn lijden is van zijn gezicht af te lezen. Ook heeft Rembrandt de voorstelling zo eenvoudig mogelijk gelaten, zodat alle aandacht gericht is op het lijden van Jezus.

## Toeschrijving en datering
In 1959, bij restauratie in het Louvre in Parijs, werd vastgesteld dat het om een Rembrandt ging. Ontdekt werd dat het schilderij midden onder, op het kruis, is gesigneerd en gedateerd ‘RHL / 1631’. Daarbij staat RHL voor Rembrandt Harmensz. Leydensis (Rembrandt Harmenszoon van Leiden).

## Herkomst
Het werk komt mogelijk voor in de boedelinventaris van 27 oktober 1703 van Catharina Elisabeth Bode in Delft, weduwe van Valerius Röver, waar het vermeld wordt als ‘een stuk schildery verbeeldende Christus aan het kruys van Rembrand’. Op 9 mei 1781 werd het geveild tijdens de verkoping van de verzameling van Marie-Alexandrine de Fraula bij veilinghuis J. Garemyn in Brugge (als ‘Jesus Christ attaché à la Croix. [...], peint dans l'année 1631, par Rembrant’). In 1804 werd het gekocht door een militair, Xavier Duffour uit Le Mas-d'Agenais. Volgens kunsthistoricus Kurt Bauch kocht hij het tijdens een verkoping van een familie in Duinkerke. In 1805 schonk Duffour het schilderij aan de Église Saint-Vincent in zijn woonplaats. Precies een eeuw later kwam het in handen van de gemeente Le Mas-d'Agenais, die bij de totstandkoming van de Franse Wet op de scheiding van kerk en staat de bezittingen van de kerk overnam.
Het schilderij is enkele malen uitgeleend voor tentoonstellingen, onder meer in 1991-1992 aan het Stedelijk Museum De Lakenhal in Leiden. Na enkele jaren afwezigheid keerde Christus aan het kruis in 2022 terug in de Église Saint-Vincent, nadat de manier van bewaren aldaar aan de eisen van de moderne tijd was aangepast.

## Tentoonstellingen
- Le siècle de Rembrandt, tableaux hollandais des collections publiques françaises, Musée du Petit Palais, Parijs, 17 november 1970-15 februari 1971, cat.nr. 170.
- Rembrandt & Lievens in Leiden. ‘een jong en edel schildersduo’, Stedelijk Museum De Lakenhal, Leiden, 4 december 1991-1 maart 1992, ISBN 9066303212, pp. 115-116.
- Rembrandt et la figure du Christ, Musée du Louvre, Parijs, 21 april-18 juli 2011, ISBN 978-88-89854-71-6, cat.nr. 10.